# Stråssa
Stråssa is een plaats in de gemeente Lindesberg in het landschap Västmanland en de provincie Örebro län in Zweden. De plaats heeft 349 inwoners (2005) en een oppervlakte van 157 hectare.

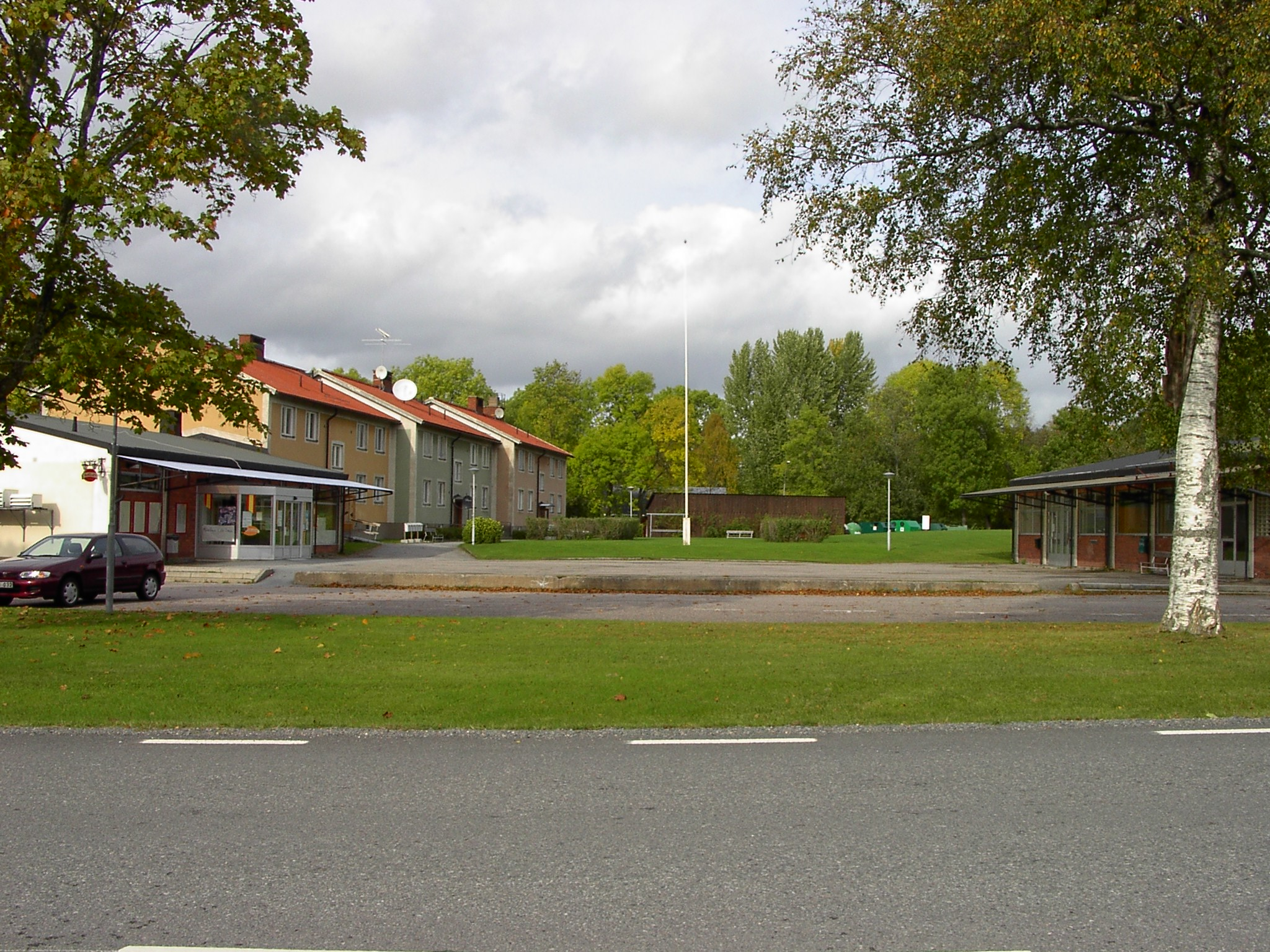
Centrum van Stråssa
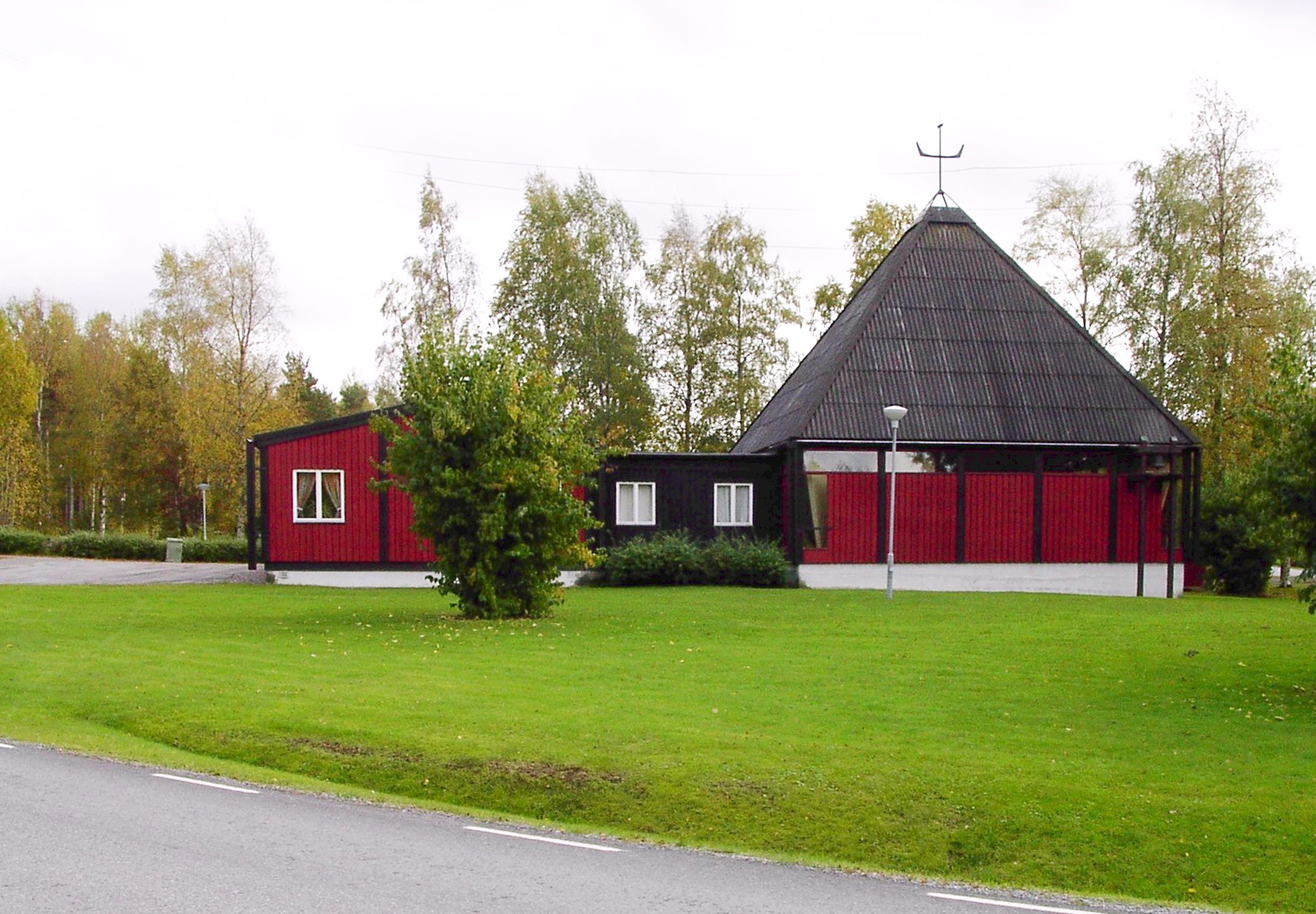
Kerk van Stråssa
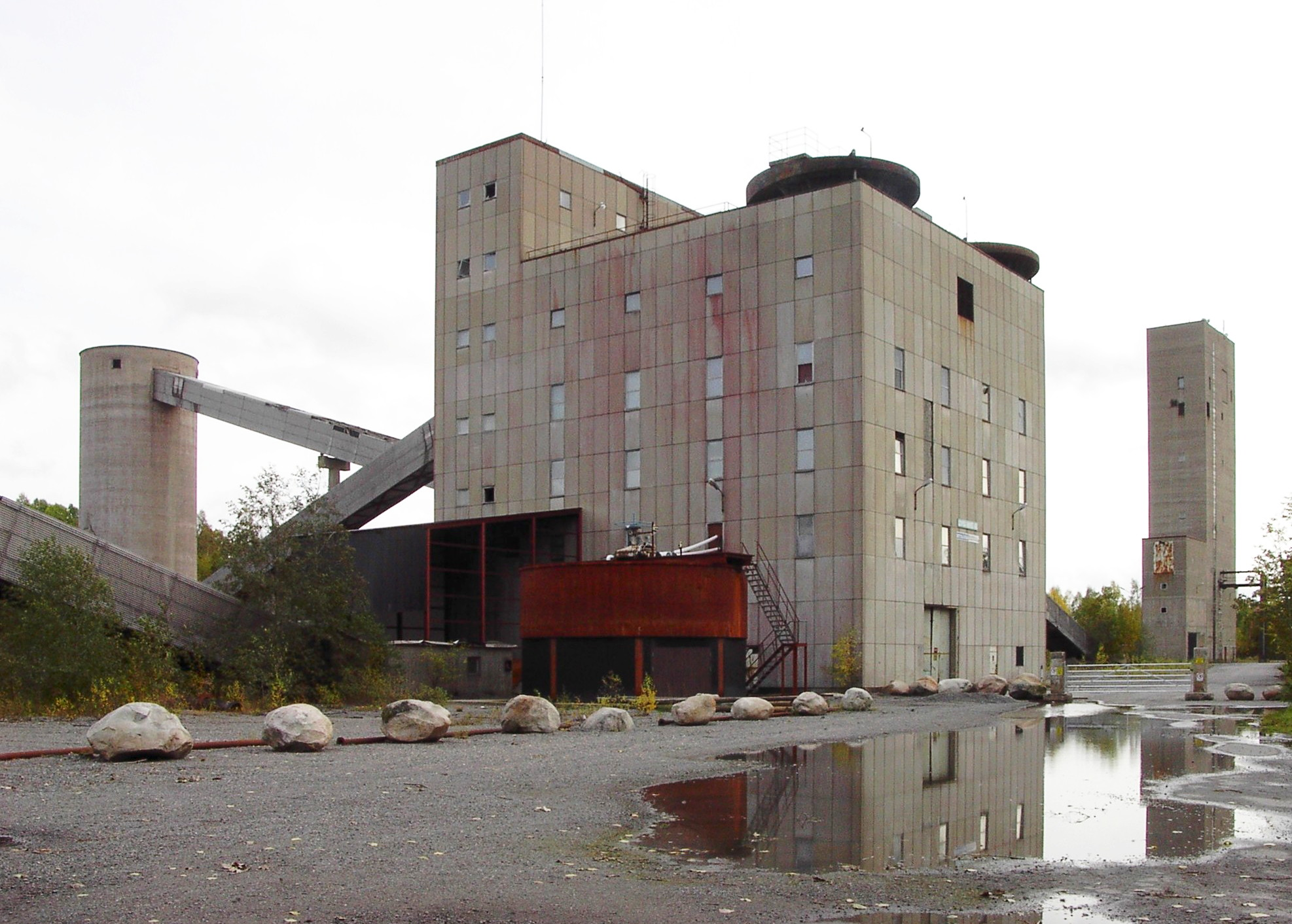
Steengroeve bij Stråssa